# Хајдучија (филм)
Хајдучија је југословенски филм из 1970. године. 

## Радња
Ово је тв драма која приказује како је власт у Краљевини Србији прогањала и кажњавала за хајдучију.

## Улоге
| Глумац             | Улога                   |
| ------------------ | ----------------------- |
| Северин Бијелић    | Жандармеријски наредник |
| Урош Гловацки      | Заступник одбране       |
| Богдан Јакуш       | Милан Јовичић           |
| Душан Јанићијевић  |                         |
| Сима Јанићијевић   | Судија                  |
| Милан Јелић        | Сима Милинковић         |
| Ђорђе Јовановић    | Винко Милосављевић      |
| Жика Миленковић    | Ранко Тајсић            |
| Драган Николић     | Милан Бркић             |
| Божидар Пајкић     | Јеврем Тошић            |
| Душан Почек        | Сурдиловић              |
| Михајло Викторовић | Миодраг Протић          |
| Славица Георгиев   | Јелица Раичевић         |